# Kurao Umeki
Kurao Umeki (Japans: 梅木 蔵雄, Umeki Kurao; Hikari, 30 september 1975) is een Japanse langeafstandsloper, die zich op de marathon heeft gespecialiseerd.

## Loopbaan
Zijn grootste succes beleefde Umeki in 2006 door op de marathon van Berlijn een derde plaats te behalen. Dat jaar werd hij ook elfde op de marathon van Rotterdam in 2:13.43.
Kurao Umeki is afgestudeerd aan de Waseda University. In Japan loopt hij voor het Chugoku Electric team.

## Persoonlijke records
Baan
| Onderdeel | Prestatie | Datum         | Plaats   |
| --------- | --------- | ------------- | -------- |
| 3000 m    | 8.08,43   | 26 juni 2004  | Shibetsu |
| 10.000 m  | 28.29,63  | 28 april 2002 | Kobe     |

Weg
| Onderdeel      | Prestatie | Datum             | Plaats    |
| -------------- | --------- | ----------------- | --------- |
| 20 km          | 59.01     | 12 maart 2006     | Yamaguchi |
| halve marathon | 1:02.05   | 10 maart 2002     | Yamaguchi |
| 25 km          | 1:14.47   | 28 september 2003 | Berlijn   |
| marathon       | 2:09.52   | 28 september 2003 | Berlijn   |

## Palmares

### 10 km
- 1993:  Kashima Yutoku in Kagoshima - 30.33
- 1999:  Hofu - 29.12
- 1999:  Hofu - 29.12

### halve marathon
- 2002: 8e halve marathon van Yamaguchi - 1:02.05
- 2002: 19e WK in Brussel - 1:03.00
- 2002:  halve marathon van Nagoya - 1:02.24
- 2003: 4e halve marathon van Shibetsu - 1:04.41
- 2003: 4e halve marathon van Shibetsu - 1:04.41
- 2005:  halve marathon van Shibetsu - 1:05.07
- 2006: 8e halve marathon van Yamaguchi - 1:02.09
- 2006:  halve marathon van Gold Coast - 1:03.31
- 2007:  halve marathon van Nagoya - 1:03.09

### 30 km
- 1998:  Ome-Hochi - 1:33.34
- 2001:  Ome-Hochi - 1:32.13
- 2009:  Ome-Hochi - 1:33.38

### marathon
- 2000: 46e marathon van Fukuoka - 2:27.30
- 2001: 12e marathon van Frankfurt - 2:18.50
- 2002: 7e marathon van Hong Kong - 2:18.03
- 2002: 7e marathon van Hofu - 2:14.50
- 2003: 7e marathon van Berlijn - 2:09.52
- 2004: 27e marathon van Tokio - 2:19.29
- 2004: 8e marathon van Fukuoka - 2:16.17
- 2005: 4e marathon van Peking - 2:14.05
- 2006: 11e marathon van Rotterdam - 2:11.31
- 2006:  marathon van Berlijn - 2:13.43
- 2007: 18e marathon van Berlijn - 2:16.19
- 2008: 6e marathon van Tokio - 2:11.00
- 2009: 15e marathon van Tokio - 2:16.46
- 2009: 33e marathon van Boston - 2:26.27
- 2010: 17e marathon van Tokio - 2:18.51
- 2010: 9e marathon van Peking - 2:18.41